# Mladen Kolobarić
Mladen Kolobarić (* 18. Juni 1933 in Mostar; † 2009 in Sarajevo) war ein Maler, Graphiker und Designer aus Bosnien und Herzegowina.

## Leben
Kolobarić erfuhr seine Ausbildung am Kunstgymnasium Sarajevo und der Akademie der Angewandten Künste in Belgrad (Diplom 1959). Er war von 1959 bis 1974 Professor am Kunstgymnasium Sarajevo und von 1974 bis 2004 Professor sowie Leiter der Abteilung graphisches Design an der Akademie der bildenden Künste in Sarajevo. 
Kolobarić war künstlerischer Leiter (Art Director) der Olympischen Winterspiele in Sarajevo im Jahr 1984. 
Er war Leiter der sogenannten Westendorp-Kommission und damit der Schöpfer der Nationalflagge von Bosnien und Herzegowina. Carlos Westendorp war von 1997 bis 1999 Hoher Repräsentant für Bosnien und Herzegowina. 

Der erste Entwurf für die Flagge von Bosnien und Herzegowina wurde 1998 von Kolobarić entworfen

Während seiner gesamten beruflichen Laufbahn hatte Mladen Kolobarić zahlreiche Ausstellungen im ehemaligen Jugoslawien. Er illustrierte viele Bücher und Zeitungen und bekam mehrere Staatspreise. Mladen Kolobarić war Mitglied des Verbandes der angewandten Kunst und des Designs in Bosnien und Herzegowina.